# Shunchang
El condado de Shunchang  (en chino tradicional, 順昌縣; en chino simplificado, 顺昌县; pinyin, Shùnchāng Xiàn; min bei: Sē̤ng-chióng-gṳ̄ing) es una localidad de la ciudad-prefectura de Nanping en la provincia de Fujian, República Popular China, con una población censada en noviembre de 2010 de 191 588 habitantes.
Se encuentra situada en el norte de la provincia, cerca de la frontera con las provincias de Zhejiang y Jiangxi, y del río Min.